# Salón Dadá
Salón Dadá fue una banda de rock subterráneo peruana, de estilo post-punk, de la década de 1980.

## Historia
El grupo fue formado en el verano de 1986, por Támira Bassallo en bajo y voz (quien venía del grupo punk Excomulgados), Juver "Hoover" Reyes en batería (quien también tocada en el grupo anarco punk Eutanasia) y Mónika Contreras de la Jara en guitarra. En noviembre del 86, Jaime de Lama Marrufo ingresó al grupo por Mónika. Con esa formación (Basallo-Hoover-De Lama), Salón Dadá haría su única grabación fechada en diciembre de 1986 y realizado en el estudio Miral, el cual consta de cuatro temas: Parte 7, Parte 4, Virginia y Clavicordio. Dicha grabación vería la luz, de forma no-oficial, en mayo del 2000.
Jorge Luis "Cocó" Revilla (quien previamente había formado un efímero proyecto after punk con Carlos Magán Cafferata "Boui"+ (fallecido el 12 de enero de 2016), bajista de Voz Propia era cercano a la banda, pero no llegó a formar parte de ella. Era un entusiasta seguidor del grupo y haría algunos experimentos electrónicos por propia cuenta. Luego, junto al ex Eutanasia, Mario "Pulgas" Mendoza, haría otro grupo efímero: Los Huecos. Ambos después emigrarían en 1988 a España formando en ese país los grupos Silvania y Ciëlo).
Salón Dadá dio algunos conciertos en la discoteca «No Helden», en «Magia» y en otros locales, junto a otras bandas de la movida del Rock Subterráneo. Participó en las primeras fechas del Concurso de Rock No Profesional, organizado por la revista Esquina y el Tallerock, en 1987.
Su sonido se caracterizaba por el uso de efectos de sonido, poco usuales entre los grupos de esa época. Algunas de sus líricas estaban basadas en textos de escritores peruanos como José María Arguedas y Jorge Eduardo Eielson, así como del poeta francés Antonin Artaud, además de algunos neologismos como la palabra "Solineide" luego empleada por el grupo Silvania en uno de sus temas.
Luego de la disolución de Salón Dadá (entre el 88 y el 89), Bassallo y De Lama formarían el grupo Col Corazón (único grupo dream pop de la época), que duraría hasta mediados de 1990. Bassallo retomaría su carrera de historiadora del arte y De Lama, la de comunicador social. Por su parte, Juver Reyes regresaría por corto tiempo a Eutanasia, luego se desempeñaría como cajonero y percusionista de diversos artistas peruanos.

## Discografía

### Maquetas
- Salón Dadá (dic. 1986). Única grabación de la banda, no reconocida oficialmente, registrada en el estudio Miral, y aparentemente inédita hasta mayo del 2000, contenía los siguientes temas:

1. Parte 7
2. Parte 4
3. Virginia
4. Clavicordio Sin Fin

### Casetes
- Salón Dada / Voz Propia / Los Yndeseables / XYZ (Tobi Records, mayo de 2000). La banda participa con los cuatro temas de la maqueta.

### Tributos
- Contrataque: tributo al Rock Subterráneo (1001 Records-Ya Estás Ya Producciones, 2003). Incluye un cover del tema "Virginia", por el grupo peruano Resplandor.